# Клан Кохрейн

Гребін клану Кохрейн.

Герб вождів клану Кохрейн і XV графа Дундональд.

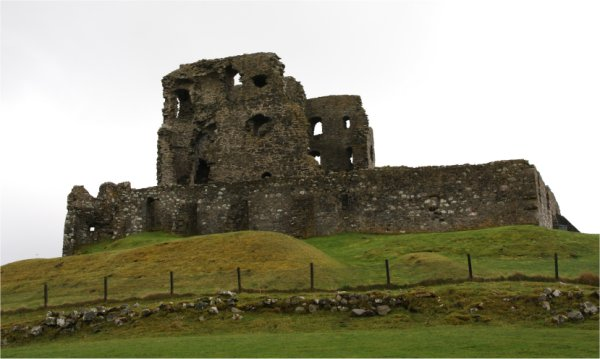
Руїни замку Авхіндаун.

Клан Кохрейн (шотл. — Clan Cochrane) — клан Кокрейн — один з кланів рівнинної частини Шотландії — Лоуленду.
Гасло клану: Virtue et labore — Доблестю і роботою (лат.)
Землі клану: Рефрюшир
Символ клану: вепр
Вождь клану: Високоповажний Ян Олександр Дуглас Блер Кокрейн (шотл. — Iain Alexander Douglas Blair Cochrane) — XV граф Дундональд, VI маркіз Маран'яо (Бразилія), Х барон Кохрейн, Х барон Пайслі та Охілтрі.
Резиденція вождя клану: Замок Лохнелл (шотл. — Lochnell Castle)
Історична резиденція вождя клану: Замок Авхіндаун (шотл. — Auchindoun Castle)

## Історія клану Кохрейн

### Походження клану Кохрейн
Згідно традиційних шотландських історичних переказів предком клану Кохрейн був вікінг, що оселився в Ренфруширі десь у VIII—X століттях. Судячи по всьому, назва клану територіального походження — клан отримав свою назву від земель, що називались Кохранес (гельск. — Cochranes). У цих землях потім було створено баронство Кохран. Походження самої назви, як вважають, походить від двох гельських слів, що означають спільно «бойовий клич». Як геральдичного звіра клан взяв вепра. У давні язичеські часи кожен клан мав свого міфологічного предка. Є відповідні легенди, які розповідають, що герой — предок клану вбив звіра який тероризував населення певної території.
Інша гіпотеза про походження назви клану спирається на таку легенду: один із засновників клану у давні часи воював хоробро за короля. Король зауважив героя, поплескав його по плечу і сказав: «Coch ran» — «Кох ран» — «Хоробрий хлопець».
Вперше в історичних документах клан Кохран згадується в 1262 році, коли Вальденус де Коверан або Вальдемус де Кохран згадується в королівській грамоті на володіння землями, що були даровані Вальтеру Стюарту — графу Ментейт.
У 1296 році Шотландію захопив король Англії Едвард І Довгоногий і змусив вождів шотландських кланів присягнути йому на вірність. У відповідному документі — «Рагман Роллс» згадується вождь клану Вільям де Коухран (шотл. — William de Coughran). У 1360 році згадується Роберт де Кохрейн.

### XIV—XVI століття
У 1346 році Джон де Коверан згадується як свідок на виборах абата Пейслі. Жозефіна де Кохран згадується як свідок у декількох королівських грамотах щодо власності Роберта Стюарта та абатства Пейслі.
Томас Кокрейн у 1458—1479 роках володів титулом граф Мар. Він збудував потужний замок Авхіндаун (Авкіндон) (шотл. — Auchindoun Castle). Клан Кохрейн був союзником клану Огілві в 1489 році і клану Гордон у 1535 році.
У 1456 році Роберт Кохрейн передав землі Кохрейн своєму спадкоємцю Аллану Кохрейну, що отримав грамоту від короля Шотландії Джеймса II. Едвард Кохрейн був звинувачений у ворожих діях проти короля Шотландії Джеймса III в Единбурзькому замку в 1482 році, але зміг виправдатись.
У 1556 році Вільям Кохрейн — вождь клану Кохрейн отримав грамоту, що підтверджувала його права на землі Кохрейн від королеви Шотландії Марії І Стюарт.
У 1584 році вождь клану Кохрейн разом з кількома іншими вождями кланів був звинувачений у причетності до вбивства Патріка Максвелла, але Кохрейн не був притягнутий до суду.
У 1592 році клан Макінтош захопив замок Авкіндон, що був збудований кланом Кохрейн і належав в ті часи VI графу Хантлі — Джорджу Гордону. Замок був захоплений в помсту за вбивство союзника клану Макінтош — Бонні — графа Мореї. Крім того, в 1592 році вождь клану Кохрейн — Вільям Кохрейн збудував замок, що став називатися замок Кохрейн.

### XVII століття— громадянська війна на Британських островах
У 1350 році король Шотландії Роберт II побудував замок Дундональд в Ейрширі. Цей замок перейшов у 1638 році клану Кохрейн. Саме внаслідок володіння цим замком і цими землями Вільям Кохрейн отримав титул І графа Дундональд.
Під час громадянської війни в XVII столітті клан Кокрейн підтримав роялістів. Протягом війни сер Джон Кокрейн їздив з місією за кордон як представник короля. Вождь клану Кохрейн — лорд Кохрейн воював за короля в лавах армії роялістів і брав участь у битві під Престоном у 1648 році.
У 1669 році вождь клану Кохрейн отримав титул графа — І графа Дундональд. Після смерті VII графа титул перейшов до нащадків другого сина сера Вільяма.

### XVIII століття— повстання якобітів
Під час повстання якобітів у 1745 році основна частина клану Кохрейн підтримала британський уряд і урядову армію. Під командою генерала британської армії сера Джона Коупа служили два офіцери з клану Кохрейн — капітан Джон Кохрейн та капітан Басіл Кохрейн. Обидва були родичами вождя клану — графа Дундональд. Обидва потрапили в полон до якобітів під час битви під Престонпанс у 1745 році. Проте на стороні якобітів воював Вільям Кохрейн Фергуслі. У жовтні 1745 року пострілом з вогнепальної зброї був вбитий кінь VII графа Дундональда на якому якраз граф їхав. Стріляли якобіти. Це сталося в Вест-порті біля Единбурга.
Протягом XVIII — ХІХ століть люди з клану Кохрейн відзначились як чудові воїни у сухопутних та військово-морських збройних силах Британської імперії. Їх стали називати «вояки Кохрейн».
Клан Кохрейн відзначився у наполеонівських війнах. Найбільш відомим став Томас Кохрейн — Х граф Дундональд (1775—1860), що служив на королівському флоті, почав службу у віці 18 років. Кульмінацією його кар'єри був епізод війни, коли бриг під його командуванням з екіпажем чисельністю 50 чоловік захопив іспанський фрегат з командою 300 матросів і 32 гарматами. Він захищав острів Тринідад від французів у 1808 році. Пізніше він став командиром військово-морського флоту Чилі і суттєво допоміг цій країні, а також країнам Перу, Бразилії, Греції стати незалежними. Він ввійшов в історію як лорд Кохрейн і був похований у Вестмінстерському абатстві в Лондоні.

### XX століття
Батько нинішнього вождя клану — XIV граф Дундональд служив в Чорній Варті під час II світової війни, воював в Північній Африці, на Сицилії, в Італії, в Греції. Після закінчення війни він служив в Німеччині в команді управління. Вийшов у відставку в 1953 році. Сер Ральф Кохрейн — молодший син Томаса Кохрейна — І барон Кохрейн Калтс був британським пілотом і офіцером Королівських ВПС, брав участь в операції, що називалась «Дамбастерс рейд».

## Замки клану Кохрейн
- Замок Кохрейн (шотл. — Cochrane Castle)
- Замок Авхіндаун (шотл. — Auchindoun Castle)
- Замок Джонстон (шотл. — Johnstone Castle)
- Замок Дундональд (шотл. — Dundonald Castle)